# Кавказька вулиця (Київ)
Кавка́зька ву́лиця — вулиця в Солом'янському районі міста Києва, місцевість Солом'янка. Пролягає від вулиці Митрополита Василя Липківського до вулиці Генерала Шаповала.
Прилучається Рощинський провулок.

## Історія
Вулиця виникла у 90-х роках XIX століття. Мала назву Бобровий провулок. У 1920–30-х роках отримала назву провулок Урицького, на честь більшовика-революціонера Мойсея Урицького. Назву Бобровий провулок було відновлено 1944 року.
За іншими джерелами, була одним з відгалужень вулиці Урицького (нині вулиця Митрополита Василя Липківського). Сучасна назва — з 1955 року.
У кінці 1960-х років продовжена від колишньої вулиці Єрмака (тепер не існує) до вулиці Механізаторів. В той же час у 1970-ті роки квартал Кавказької вулиці між вулицями Митрополита Василя Липківського і Патріарха Мстислава Скрипника ліквідовано у зв'язку з переплануванням місцевості.

## Забудова
Житлових будинків на вулиці небагато. З непарного боку знаходяться п'ять дев'ятиповерхівок серії 1-КГ-480 («чешки»), зведені у 1970-х роках. З парного боку вулиці єдиним житловим будинком є № 12, побудований у 1995 році.

## Установи та заклади
- Спеціалізована загальноосвітня школа № 115 з поглибленим вивченням англійської мови (буд. № 10)
- Бібліотека «Солом'янська» (буд. № 7)